# Rieux (Marna)
Rieux – miejscowość i gmina we Francji, w regionie Grand Est, w departamencie Marna.
Według danych na rok 1990 gminę zamieszkiwało 137 osób, a gęstość zaludnienia wynosiła 12 osób/km².